# ويليام تسيغلر
ويليام تسيغلر (بالإنجليزية: William Ziegler)‏ هو مصور أمريكي، ولد في 1 سبتمبر 1843 في مقاطعة بيفر في الولايات المتحدة، وتوفي في 25 مايو 1905 في دارين في الولايات المتحدة.